# Serdar Kulbilge
Serdar Kulbilge (ur. 7 lipca 1980 w Tekirdağ) – turecki piłkarz występujący na pozycji bramkarza. 

## Kariera klubowa
Kulbilge zawodową karierę rozpoczynał w 2000 roku w Bursasporze z Süper Lig. W tych rozgrywkach zadebiutował 18 marca 2000 roku w wygranym 4:2 pojedynku z Antalyasporem. W 2004 roku spadł z zespołem do 1. Lig. W Bursasporze spędził jeszcze rok.
W 2005 roku przeszedł do pierwszoligowego Fenerbahçe SK. W 2006 roku wywalczył z nim wicemistrzostwo Turcji. Pierwszy ligowy mecz w barwach Fenerbahçe zaliczył 4 marca 2007 roku przeciwko Sivassporowi (2:2). W tym samym roku zdobył z zespołem mistrzostwo Turcji oraz Superpuchar Turcji. W Fenerbahçe występował przez 3 lata.
W 2008 roku Kulbilge odszedł do Kocaelisporu, także grającego w Süper Lig. Zadebiutował tam 24 sierpnia 2008 roku w zremisowanym 1:1 spotkaniu z Gençlerbirliği SK. Graczem Kocaelisporu był przez rok.
W 2009 roku podpisał kontrakt z ekipą Gençlerbirliği SK, również występująca w Süper Lig. Pierwszy ligowy mecz zaliczył tam 9 sierpnia 2009 roku przeciwko Kayserisporowi (0:0). W 2011 roku odszedł do MKE Ankaragücü, gdzie nie rozegrał żadnego spotkania. W 2012 roku został zawodnikiem Bolusporu. W 2013 roku przeszedł do Gaziantepsporu. Następnie grał w Adana Demirsporze i Kayserisporze, a w 2015 przeszedł do Elazığsporu. W 2017 trafił do Sarıyer GK.

## Kariera reprezentacyjna
Kulbilge jest byłym reprezentantem Turcji U-17, U-18 oraz U-19. W pierwszej reprezentacji Turcji zadebiutował 22 sierpnia 2007 roku w przegranym 0:2 towarzyskim meczu z Rumunią.